# وليم وودفيل روكهيل
وليم وودفيل روكهيل (بالإنجليزية: William Woodville Rockhill)‏ (1854 - 1914 م) هو دبلوماسي ومستشرق ومؤلف أمريكي.
يعتبر أول أمريكي يتعلم التبتية، وله مؤلفات عن رحلاته في منغوليا والتبت، وعن حياة البوذا.